# Lingua spagnola
Lo spagnolo (nome nativo: español), detto anche castigliano (castellano), è una lingua appartenente al gruppo delle lingue romanze della famiglia delle lingue indoeuropee.
Secondo un'indagine di SIL International riferita al 2024, la lingua con i suoi 559,5 milioni di locutori è la quarta più parlata al mondo (dopo l'inglese, il cinese mandarino e l'hindī). Secondo uno studio del 2020 dell'Instituto Cervantes, lo spagnolo è la seconda lingua madre al mondo dopo il cinese, con 463 milioni di persone madrelingua. Il suo lessico è molto simile a quello portoghese (89%), catalano (85%), italiano (82%) e francese (75%).

## Storia
Paesi che parlano spagnolo come lingua ufficiale
     Paesi con più di 1 000 000 di studenti di spagnolo
     Paesi con più di 100 000 studenti di spagnolo
     Paesi con più di 20 000 studenti di spagnolo
     Paese nativo
     Più dell'8,99%
     Tra il 4% e l'8,99%
     Tra l'1% e il 3,99%
     Meno dell'1%

Apprendimento attivo dello spagnolo nel mondo.
Paesi che parlano spagnolo come lingua ufficiale
Paesi con più di 1000000 di studenti di spagnolo
Paesi con più di 100000 studenti di spagnolo
Paesi con più di 20000 studenti di spagnolo

Conoscenza della lingua spagnola secondo l'Eurobarometro 2006 dell'U.E.
Paese nativo
Più dell'8,99%
Tra il 4% e l'8,99%
Tra l'1% e il 3,99%
Meno dell'1%

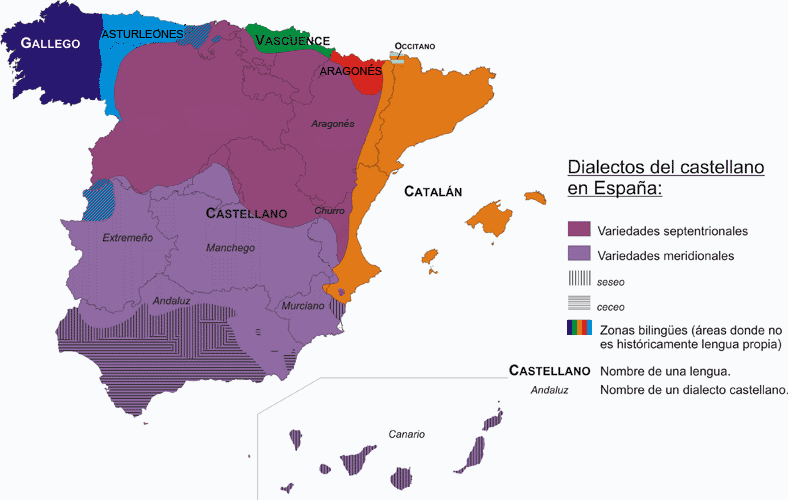
Dialetti spagnoli e altre lingue in Spagna

Lo spagnolo si è sviluppato a partire dal latino volgare, arrichendosi anche con gli apporti di altre lingue del territorio romanizzato della penisola iberica (basco, celtico, iberico, ecc.), dell'arabo, degli altri idiomi neolatini (occitano, catalano, italiano, portoghese, ecc.) e, più recentemente, dell'inglese. 
Caratteristiche tipiche della fonologia diacronica spagnola sono la lenizione (latino vita, spagnolo vida), la palatalizzazione (latino annum, spagnolo año), la trasformazione in dittonghi delle vocali latine brevi e/o (latino terra, spagnolo tierra; latino novus, spagnolo nuevo). Fenomeni simili si possono trovare anche nelle altre lingue romanze. Con la Reconquista, il dialetto del centro della penisola iberica si è diffuso anche nelle regioni meridionali.
Il primo libro di grammatica spagnola (e anche la prima grammatica di una lingua moderna) Gramática de la Lengua Castellana fu stampato a Salamanca nel 1492 da Elio Antonio de Nebrija. Quando tale lavoro fu presentato a Isabella I di Castiglia, la regina domandò: ¿Para qué quiero una obra como ésta si ya conozco el idioma? ("Per quale motivo dovrei volere un'opera come questa, se già conosco la lingua?"). L'autore rispose: Señora, la lengua siempre fue compañera del Imperio ("Signora, la lingua fu sempre compagna dell'Impero").
A partire dal XVI secolo, lo spagnolo venne introdotto in America, Micronesia, Guam, Isole Marianne, Palau e Filippine; ciononostante, in tutte queste isole è rimasto ben poco di tale colonizzazione, se non alcuni pidgin. Nel XX secolo il castigliano si è diffuso anche nelle colonie africane della Guinea Equatoriale e del Sahara Occidentale, quest'ultimo noto all'epoca come Río de Oro.

## Descrizione

### Caratteristiche generali

Evoluzione territoriale dei dialetti spagnoli

Gli spagnoli sono soliti chiamare la loro lingua español quando questa viene citata insieme a lingue di altri stati (per esempio in un elenco dove figurino anche il francese o l'inglese). Si usa il termine "castigliano" (castellano) soprattutto per mettere in evidenza che si tratta della lingua originaria della Castiglia e non di altre regioni della Spagna, di cui sono autoctone altre lingue politicamente riconosciute (Catalogna, Comunità Valenciana, Isole Baleari, Paesi Baschi, Navarra e Galizia), quindi soprattutto in rapporto ad altre lingue politicamente riconosciute della Spagna. Pure, il termine "castigliano" è diffuso anche in alcuni contesti estranei alla Spagna. Per esempio, in Argentina castellano è, nell'uso comune, il termine utilizzato per indicare la lingua nazionale. Il termine generico español viene esteso anche alle zone dell'America Latina, pur senza avere connotazioni politiche e di sovranità.
La Costituzione della Spagna (1978) riconosce una lingua ufficiale, indicata come castellano e tre lingue co-ufficiali: il gallego, il basco (euskera) ed il catalano, quest'ultimo sia nella variante propria del Principat e delle Baleari (català) sia nella variante valenciana (valencià). La R.A.E. (Real Academia de la Lengua) ritiene sinonimi i termini spagnolo e castigliano.
Per quanto riguarda le varietà linguistiche, ogni Paese ha un suo modo particolare di parlare lo spagnolo. Ad esempio, in Messico, il paese ispanofono più popoloso del mondo, vi sono diverse differenze lessicali (parole specifiche e d'uso quotidiano) che rendono quella parlata anche abbastanza diversa da quella corrente in Spagna o di quella studiata nei corsi di lingua in Europa. In America centrale (Guatemala, Honduras, El Salvador, Nicaragua, Costa Rica e Panama) la situazione è abbastanza uniforme e lo spagnolo è compreso benissimo da tutti, anche se in questi Paesi sono tuttora parlate diverse lingue native americane. Nei Caraibi è possibile distinguere lo spagnolo di Cuba, quello dominicano e quello portoricano, varianti che differiscono sia per la pronuncia sia per il significato attribuito a determinate parole. Lo spagnolo del Venezuela è vicino a quello dei Caraibi. In America del Sud si parla correntemente spagnolo, tranne in Brasile (portoghese), Guyana (inglese), Suriname (olandese) e Guyana francese (francese), ma con molte differenze tra una nazione e l'altra e addirittura all'interno dei paesi più grandi.
Ad ogni modo, molte costituzioni dei paesi ispanofoni americani, a differenza della Costituzione del Regno di Spagna, indicano nello spagnolo il nome della lingua ufficiale della nazione.
L'importanza dello spagnolo è cresciuta notevolmente a causa dello sviluppo economico dell'America Latina (e in particolare di paesi come il Messico e l'Argentina insieme al Brasile, in cui però si parla il portoghese brasiliano) e alla crescita della nutrita comunità ispanofona negli Stati Uniti.

### Distribuzione geografica
I principali luoghi dove si parla spagnolo sono:
- in Spagna, territorio in cui ha avuto origine.
- in gran parte del continente americano settentrionale, centrale e meridionale: Argentina, Bolivia, Colombia, Costa Rica, Cuba, Cile, Ecuador, El Salvador, Guatemala, Honduras, Messico, Nicaragua, Panama, Paraguay, Perù, Porto Rico, Repubblica Dominicana, Uruguay e Venezuela. In questi paesi è lingua ufficiale (in Porto Rico assieme all'inglese). Lo spagnolo è parlato in tutto il Sud America, tranne in Brasile, dove si parla il portoghese.
- negli Stati Uniti d'America, dove è usato dalle comunità ispaniche in California, Arizona, Nuovo Messico, Texas e Florida, ma anche a New York, dove è la lingua più parlata dopo l'inglese.
- nelle Filippine, dove è parlato da una piccola minoranza.
- in Guinea Equatoriale (antica colonia spagnola).
- in Medio Oriente, dalle comunità sefardite, che hanno conservato varietà linguistiche molto arcaizzanti.
- sull'Isola di Pasqua, un'isola dell'Oceano Pacifico meridionale appartenente al Cile.

Il Messico è attualmente lo Stato ispanofono più popoloso al mondo, seguito dagli Stati Uniti, che ospitano la seconda comunità ispanofona del mondo.
Tra le città ispanofone, la maggiore è Città del Messico, seguita da Bogotà e da Caracas.
È interessante notare che ci sono più ispanofoni negli Stati Uniti che in Spagna.
Il numero di parlanti delle maggiori comunità ispanofone:
1° Messico: 110 000 000 di parlanti
2° Stati Uniti d'America: 51 000 000 di parlanti
3° Colombia: 48 000 000 di parlanti
4° Spagna: 46 000 000 di parlanti.
Lo spagnolo è una delle lingue ufficiali delle Nazioni Unite, dell'Unione europea, dell'Organizzazione degli Stati americani, dell'Unione africana e dell'Unione latina. Gran parte dei parlanti risiede nell'emisfero occidentale (Europa, America, e territori spagnoli in Africa).
Con circa 106 milioni di parlanti (sia come prima che come seconda lingua), il Messico è il paese con la più numerosa popolazione ispanofona del mondo. Lo spagnolo messicano si è arricchito delle lingue indie messicane ed è la versione più diffusa della lingua negli Stati Uniti grazie alla grande popolazione immigrante messicana.
Seguono, e da lontano, la Colombia (47 milioni), la Spagna (46 milioni), l'Argentina (43 milioni) e gli Stati Uniti (30 milioni, paese dove lo spagnolo è la lingua domestica per più del 10% dei cittadini).
| Nazioni con una significativa popolazione di lingua spagnola | Nazioni con una significativa popolazione di lingua spagnola |
| Ordine alfabetico | Numero di parlanti madrelingua |
| --- | --- |
| 1. Andorra (40 000) 2. Argentina (43 131 966) 3. Aruba (105 000) 4. Australia (150 000) 5. Austria (1 970) 6. Belize (130 000) 7. Bolivia (7 010 000) 8. Bonaire (5 700) 9. Canada (272 000) 10. Cile (15 795 000) 11. Cina (250 000) 12. Colombia (47 945 000) 13. Corea del Sud (90 000) 14. Costa Rica (4 220 000) 15. Cuba (11 285 000) 16. Curaçao (112 450) 17. Ecuador (15 007 343) 18. El Salvador (6 859 000) 19. Filippine (2 900 000) 20. Finlandia (17 200) 21. Francia (2 100 000) 22. Germania (410 000) 23. Giappone (500 000) 24. Guatemala (8 163 000) 25. Guyana francese (13 000) 26. Guinea Equatoriale (447 000) 27. Guyana (198 000) 28. Haiti (1 650 000) 29. Honduras (7 267 000) 30. Isole Vergini Americane (3 980) 31. Israele (160 000) 32. Italia (455 000) 33. Kuwait (1 700) 34. Libano (2 300) 35. Marocco (960 706) 36. Messico (106 255 000) 37. Nicaragua (5 503 000) 38. Nuova Zelanda (26 100) 39. Paesi Bassi (17 600) 40. Panama (3 108 000) 41. Paraguay (4 737 000) 42. Perù (26 152 265) 43. Portogallo (1 750 000) 44. Porto Rico (4 017 000) 45. Regno Unito (900 000) 46. Repubblica Dominicana (8 850 000) 47. Romania (7 000) 48. Russia (1 200 000) 49. Sahara Occidentale (341 000) 50. Spagna (46 507 800) 51. Stati Uniti d'America (50 000 000) 52. Svezia (39 700) 53. Svizzera (172 000) 54. Trinidad e Tobago (32 200) 55. Turchia (29 500) 56. Uruguay (3 442 000) 57. Venezuela (26 021 000) | 1. Messico (106 255 000) 2. Spagna (45 600 000) 3. Colombia (44 400 000) 4. Argentina (41 248 000) 5. Stati Uniti d'America (41 000 000) 6. Perù (26 152 265) 7. Venezuela (26 021 000) 8. Cile (15 795 000) 9. Ecuador (15 007 343) 10. Cuba (11 285 000) 11. Repubblica Dominicana (8 850 000) 12. Guatemala (8 163 000) 13. Honduras (7 267 000) 14. Bolivia (7 010 000) 15. El Salvador (6 859 000) 16. Nicaragua (5 503 000) 17. Paraguay (4 737 000) 18. Costa Rica (4 220 000) 19. Porto Rico (4 017 000) 20. Uruguay (3 442 000) 21. Panama (3 108 000) 22. Filippine (2 900 000) 23. Francia (2 100 000) 24. Portogallo (1 750 000) 25. Haiti (1 650 000) 26. Russia (1 200 000) 27. Marocco (960 706) 28. Regno Unito (900 000) 29. Giappone (500 000) 30. Italia (455 000) 31. Guinea Equatoriale (447 000) 32. Germania (410 000) 33. Sahara Occidentale (341 000) 34. Canada (272 000) 35. Cina (250 000) 36. Guyana (198 000) 37. Svizzera (172 000) 38. Israele (160 000) 39. Australia (150 000) 40. Belize (130 000) 41. Curaçao (112 450) 42. Aruba (105 000) 43. Corea del Sud (90 000) 44. Andorra (40 000) 45. Svezia (39 700) 46. Trinidad e Tobago (32 200) 47. Turchia (29 500) 48. Nuova Zelanda (26 100) 49. Paesi Bassi (17 600) 50. Finlandia (17 200) 51. Guyana francese (13 000) 52. Romania (7 000) 53. Bonaire (5 700) 54. Isole Vergini Americane (3 980) 55. Libano (2 300) 56. Austria (1 970) 57. Kuwait (1 700) |

Nel territorio britannico di Gibilterra, rivendicato dalla Spagna, l'inglese rimane l'unica lingua ufficiale. Lo spagnolo, tuttavia, rappresenta la lingua madre di quasi tutti i residenti. Inoltre, nella zona si parla lo llanito, misto di inglese e spagnolo.
Negli Stati Uniti lo spagnolo è parlato da circa tre quarti della popolazione ispanica. Attualmente, ci sono circa 41 milioni di ispanici, che rappresentano il 13,5% della popolazione totale; di questi, quasi 3 milioni non parlano una parola d'inglese. Gli ispanici al momento sono la più grande minoranza degli Stati Uniti e vivono soprattutto in Florida (1,5 milioni), New York (1,8 milioni), Texas (3,4 milioni) e California (5,5 milioni). La stragrande maggioranza di essi proviene dal Messico e dai Caraibi (Cuba, Porto Rico). Inoltre, lo spagnolo sta diventando un'importante lingua di studio, con un numero sempre più grande di non-ispanici che lo apprendono per ragioni commerciali, politiche o turistiche. Il castigliano è la lingua ufficiale del Nuovo Messico (insieme all'inglese) e del territorio americano di Porto Rico.
In Brasile, dove il portoghese è lingua ufficiale, lo spagnolo sta diventando sempre più lingua di studio. Ciò è dovuto a diversi fattori: innanzitutto, il fatto che il Brasile negli ultimi anni ha visto diminuire i suoi scambi commerciali con Stati Uniti ed Europa e aumentare, invece, quelli con i vicini Paesi ispanofoni (in particolar modo, con quelli del Mercosur). A ciò si aggiungono i continui scambi culturali con molti Paesi dove il castigliano è lingua ufficiale e la forte somiglianza tra i due idiomi (cosa che, ovviamente, facilita l'apprendimento).
Per tutta questa serie di ragioni, il Congresso Nazionale del Brasile, il 17 luglio 2005, ha approvato un provvedimento con cui lo spagnolo diventa la seconda lingua delle scuole primarie sia pubbliche che private. Inoltre, in Brasile esiste una piccola comunità di madrelingua spagnola: si tratta di ebrei sefarditi (parlanti sia il castigliano standard che il ladino) sia di immigrati da altri Paesi sudamericani.
Infine, in molti centri lungo i confini (soprattutto con l'Uruguay) si parla un misto di spagnolo e portoghese noto come portognolo.
In Europa, al di fuori di Spagna, lo spagnolo viene parlato da comunità di immigrati in Italia (soprattutto nelle grandi città, dove le comunità sudamericane sono in continuo aumento), Francia, Paesi Bassi, Germania e Regno Unito (con un'importante comunità a Londra). In Africa lo spagnolo, oltre che nelle città autonome spagnole di Ceuta e Melilla, è parlato anche nelle sue ex-colonie Guinea Equatoriale e Sahara Occidentale.
In Asia l'uso della lingua spagnola ha avuto un costante declino a partire dal Novecento. Dal 1973, lo spagnolo non è più lingua ufficiale nelle Filippine e dal 1987 non è più lingua curricolare negli studi superiori. Ormai, è usato quotidianamente solo dallo 0,01% della popolazione (2 658 persone, stando al censimento del 1990). Lo 0,4% dei filippini usa un creolo basato sullo spagnolo, noto come chabacano (292 630 persone nel 1990); a ciò si aggiungono i numerosi prestiti presenti nelle varie lingue filippine e l'importanza storica del castigliano: basti pensare che gran parte della letteratura e dei documenti storici del paese fino agli inizi del Novecento furono redatti in questa lingua. Tuttavia, negli ultimi anni, nell'arcipelago filippino, c'è un rinnovato interesse culturale per lo spagnolo.
Esistono, poi, piccolissime comunità di "ex emigrati" in vari Paesi asiatici che possono vantare una certa conoscenza della lingua: si tratta di cinesi nati in Messico e poi deportati in Cina e di giapponesi di terza o quarta generazioni nati in Perù e ritornati in Giappone.
Anche in Oceania lo spagnolo non riveste grande importanza. È parlato da circa 3 000 persone nell'Isola di Pasqua (un possedimento territoriale cileno) ed è la settima lingua più diffusa in Australia (97 000 parlanti stando al censimento del 2001). A Guam, Palau, nelle Marianne, nelle Isole Marshall e negli Stati Federati di Micronesia, un tempo possedimenti spagnoli, il castigliano è ormai estinto e la sua influenza si limita ad alcuni pidgin e prestiti nelle lingue locali. In Antartide lo spagnolo è usato nelle stazioni scientifiche di Argentina, Cile, Perù e Spagna.

### Variante canaria e latinoamericana
Alle Canarie e in buona parte dell'America Latina si parla lo spagnolo, ma con inflessioni linguistiche particolari. Queste inflessioni non sono comuni a tutti i Paesi latinoamericani, in cui si trovano grandi differenze tra un Paese e l'altro (variazioni che del resto non mancano nemmeno tra le diverse isole dell'arcipelago canario). Non c'è niente che si possa definire uno "spagnolo americano", giacché le varietà americane sono molto diverse e hanno subito trasformazioni importanti negli ultimi secoli, oltre a innestarsi su uno dei substrati linguistici più frammentati e variegati al mondo (oltre 123 famiglie linguistiche indigene, suddivise in ulteriori lingue e dialetti). La stessa classificazione dei dialetti ispano-americani non è univoca fra i linguisti.
Comunque, ci sono alcune differenze caratteristiche comuni rispetto allo spagnolo iberico (della Spagna settentrionale e centrale):
- Di fatto, non esiste la seconda persona plurale: il vosotros è sostituito dall'ustedes,[8] e i verbi si pongono alla terza persona plurale
- Il pretérito perfecto (passato prossimo) è spesso sostituito dal pretérito indefinido (passato remoto) anche per le azioni avvenute in un passato recente o non ancora concluse.
- A livello fonetico si riscontrano varie caratteristiche che si incontrano anche nel sud della Spagna (Andalusia):
  - Non esiste il suono interdentale (c seguita da e o i, e z), che diventa sempre il suono s aspro.
  - Ugualmente in quasi tutte le zone si presenta il fenomeno del yeísmo, per il quale il suono della ll palatale si confonde con quello della y.[7]
- Si mantengono arcaismi rispetto allo spagnolo di Spagna e si accettano più neologismi rispetto alle varietà iberiche (più conservative).

Il vocabolario ispano-americano si differenzia da quello iberico per i seguenti aspetti:
- Marinerismos en tierra

I termini che in Spagna erano circoscritti al campo marittimo, vennero ampliati e usati anche nella terraferma, ad esempio venne impiegata una parola come chicote che indicava inizialmente l'estremità di una corda e successivamente venne estesa e usata in alcuni Paesi americani con il significato di 'frusta' (invece in Spagna si preferisce usare azote o látigo).
- Arcaismi

Alcune forme tradizionali non più usate nella penisola iberica e percepite come desuete o letterarie sono ancora vive in America come, ad esempio, la parola lindo vigente nello spagnolo peninsulare del XVII secolo e successivamente sostituita da bonito o hermoso. Altri esempi sono platicar (hablar, parlar), demorar (tardar, far ritardo), anteojos (gafas, occhiali), valija (maleta, valigia). Comunque, è importante ricordare che i parlanti latinoamericani, molto più numerosi degli spagnoli, considerano arcaismi anche parole che sono ancora in uso in Spagna ma non nei territori americani, come sarebbe lo stesso vosotros (voi).
- Neologismi

In America sono vigenti dei neologismi ottenuti ad esempio dalla derivazione con preferenza per determinati affissi come ad esempio il suffisso -ada che forma delle parole come atropellada<atropello, sconosciuta in Spagna.
- Cambi semantici

Fin dai tempi della colonizzazione in America Latina molte parole subirono un cambio semantico dovuto al fatto che molte voci vennero usate in America per riferirsi a cose, entità e fenomeni simili ma distinti a quelli spagnoli. La parola chula ad esempio ha un diverso significato nei due continenti: una mujer chula in Spagna può significare una donna simpatica oppure presuntuosa, mentre in alcune zone americane come Messico, Guatemala, ecc., l'aggettivo chula è sinonimo di una donna bella e attraente.
- Prestiti linguistici

In America Latina vengono adoperati molti prestiti linguistici ovvero termini di un'altra lingua che non sono stati incorporati alla norma peninsulare.
Nel lessico di alcuni paesi (Argentina e Uruguay in particolare), che hanno conosciuto nell'Ottocento e Novecento un forte movimento immigratorio sono stati incorporati vari termini di origine italiana e, in minor misura, tedesca, polacca, russa e francese. Il secolare contatto dello spagnolo con le lingue indigene locali, alcune delle quali (quechua, aymara, guaraní, ecc.) sono tuttora parlate da ampi strati della popolazione latinoamericana, ha determinato l'introduzione di vari termini e modismi nel castigliano d'America, particolarmente rilevanti nei paesi andini e nella zona del Gran Chaco.
Un esempio della diversità delle versioni della lingua in America lo costituiscono le varianti argentina e uruguaya in cui, pur essendo presenti caratteristiche proprie di ciascuno dei due Paesi, ritroviamo alcune forme comuni:
- in entrambi gli Stati, valgono alcune delle caratteristiche di cui sopra per gli altri paesi latinoamericani anche se l'accento e l'intonazione sono peculiari dell'Argentina e dell'Uruguay e diversi da quelli di tutti gli altri Paesi.
- si utilizza la forma vos al posto del tú, applicando generalmente le conseguenti forme verbali della seconda persona singolare, che nel presente indicativo e congiuntivo e nell'imperativo derivano da quelle della seconda persona plurale, con la scomparsa del dittongo e l'elisione della D: vos pensás (e non tú piensas), que vos pensés/pienses (nel congiuntivo sono presenti entrambe le forme), pensá (e non pensad); nel castigliano di Spagna lo troviamo in Cervantes. A questa regola fanno eccezione le zone corrispondenti all'attuale provincia argentina di Santiago del Estero, in cui il "vos" è seguito dalla seconda persona singolare (vos piensas, vos pensaste, ecc.) e alcuni territori andini in cui non viene persa la dittongazione della seconda persona plurale (vos pensáis). Il "vos" non è usato soltanto in Argentina, Paraguay e Uruguay, ma anche (insieme al tuteo cioè al tu tradizionale) in ampie zone dell'America Centrale. Infatti, in Guatemala, alcuni anni fa, il "tu" era usato soltanto fra un uomo e una donna. Usare "tu" fra due uomini non era visto bene.
- i suoni di ll e y si interconfondono e suonano come la j francese di je, janvier, o quella portoghese di janeiro, tranne che nelle zone della Provincia di Corrientes.

### Spanglish
Lo Spanglish è una modalità di espressione linguistica orale e scritta. Si ottiene quando, in una frase con una struttura lessicale spagnola, sostituiamo alcuni termini con quelli della lingua inglese o viceversa.
Nella forma scritta comprende anche la ispanizzazione di parole inglesi ad es. write = rait, night = nait, teenager = tineyer; comprende l'adozione nella lingua inglese di termini come taco, tapas, enchilada; l'adozione nella lingua spagnola di e-mail per correo electronico e link per enlace; il coniare neologismi attraverso una sommaria traduzione dall'inglese come typear o cliquear invece di pulsar, emailear invece di escribir correo electronico, reportear invece di informar, remover invece di sacar, educacion invece di pedagogia o computadora invece di ordenador.
Il fenomeno consiste quindi di due aspetti: quello dell'inglese, soprattutto negli Stati Uniti, contaminato dagli ispanismi portati dal flusso di latinoamericani provenienti dalla frontiera col Messico e quello dello spagnolo in Spagna e America Latina contaminato da anglicismi entrati soprattutto attraverso l'uso delle nuove tecnologie informatiche o la fruizione dei mass-media o dovuto alle questioni di Gibilterra e del canale di Panama.
Il fenomeno è in espansione, soprattutto negli Stati Uniti. Durante le prime ondate migratorie gli Ispanici, soprattutto portoricani e messicani, avevano alcune difficoltà nell'apprendimento della nuova lingua e sopperivano alle lacune completando le frasi con parole spagnole. Ciò era causato dal contrasto tra una educazione familiare avvenuta in un contesto ispanico ed il contatto con una nuova realtà che richiedeva l'adeguamento ad un nuovo linguaggio.
Oggi le cose sono cambiate. Le tv e radio passano le frontiere attraverso i satelliti e arrivano nelle case di tutti. I corsi di lingua sono alla portata di moltissimi utenti. La contaminazione linguistica è reciproca e continua. L'educazione dei figli di ispanici di prima e seconda generazione avviene in un contesto bilingue, eppure le statistiche dicono che questi nuovi alunni hanno difficoltà con l'Inglese più di quante ne avessero i loro genitori. Sono nati negli U.S.A. ma si sentono parte della cultura e della popolazione posta a sud del confine col Messico. Allora ecco come il linguaggio diviene rappresentante di questa duplice appartenenza.
Esistono diversi motivi per parlare Spanglish e diversi sono i gruppi sociali che lo utilizzano. Alcuni, in verità pochi, lo fanno ancora oggi per sopperire alle lacune di conoscenza di termini corrispettivi inglesi; altri sono anglofoni che vogliono semplicemente farsi capire meglio dalla comunità latina; altri lo parlano per rivendicare il loro orgoglio di essere ispanici e con la voglia di resistere all'omologazione in una cultura che non li rappresenta e nella quale non si riconoscono; altri ancora hanno voglia di distinguersi.
In particolare, a Puerto Rico esiste una mentalità molto legata al concetto di Nazione portoricana portata avanti soprattutto dagli indipendentisti. L'idioma nazionale è ufficialmente l'Inglese ma in famiglia e per le strade quasi tutti parlano Portoricano (diverso dal Castigliano). Poiché nelle scuole e negli uffici pubblici è obbligatorio l'uso dell'Inglese mentre nelle strade c'è il dominio del Portoricano, ecco che questo tipo di bilinguismo fa nascere con molta spontaneità lo Spanglish.

## Fonologia (varietà latinoamericana e castigliana)
Lungo i secoli (grosso modo dal Medioevo fino al XVI secolo) il castigliano ha subito delle trasformazioni nella resa dei diversi fonemi. Si tenga presente, d'altronde, che la differenziazione della resa di vocali e consonanti era già all'opera fin dalla formazione delle diverse lingue neolatine e aveva giocato un ruolo determinante nella differenziazione rispetto a portoghese, gallego, asturiano, aragonese e catalano. Per esempio la /f/ a inizio di molte parole, probabilmente per effetto di un substrato linguistico, è finita per diventare muta, lasciando una traccia etimologica nell'uso del morfema h. La lingua portoghese è ortograficamente e grammaticalmente simile in molti aspetti alla lingua spagnola ma è differente nella fonologia. In alcuni luoghi, specie in Sudamerica, il portoghese e lo spagnolo vengono parlati contemporaneamente: i parlanti portoghese leggono e capiscono lo spagnolo con molta facilità, mentre gli ispanofoni sono capaci di leggere quasi tutto in portoghese ma capiscono la lingua parlata solo con qualche sforzo. Ciò spiega perché alcuni stranieri in Portogallo, Angola e Brasile tendano a comunicare con la popolazione locale utilizzando lo spagnolo.
- Alfabeto spagnolo (pronuncia latinoamericana)ⓘ

Lo spagnolo, come tutte le lingue romanze, utilizza, per scrivere, l'alfabeto latino. Si noti, tuttavia, che alcune lettere vengono pronunciate in maniera differente dall'italiano:
| Lettera o digrafo       | Trascriz. IPA              | Spiegazione e segnalazione di varietà |
| ----------------------- | -------------------------- | --- |
| a                       | /a/                        | È come la "a" di aereo |
| e                       | /e/                        | È come la "e" di eterno |
| i                       | /i/                        | È come la "i" di piccolo |
| o                       | /o/                        | È come la "o" di occhio, vocale arrotondata chiusa. Una vocale si dice arrotondata/procheila se si pronuncia con le labbra arrotondate, formando un cerchiolino. |
| u                       | /u/                        | È come la "u" di unico, vocale arrotondata chiusa. |
| b-; -b-                 | /b/-; -/β/-                | A inizio parola, è una "b" di balena; se intervocalica, è la stessa consonante bilabiale ma pronunciata senza contatto totale tra le labbra a causa di una lenizione. È una consonante sonora. |
| ca, co, cu              | /k/-                       | Con davanti -a, -o, -u, è una "c" di cane, "ch" di chela e "k" di koala. |
| ce, ci (cc)             | /s/~/θ/ (ks/~/kθ/)         | Davanti a <e> e <i>, due vocali anteriori, la consonante <c> è diventata fricativa, esattamente come succede in molte altre lingue romanze (italiano, portoghese, francese, romeno, catalano, etc.). Anticamente, questa consonante veniva pronunciata affricata (/t͡s/). Oggi, invece, nel centro-nord della Penisola Iberica diventa una fricativa dentale sorda (/θ/), in cui la punta della lingua si mette in mezzo alle due arcate dentarie, mentre nei centri urbani dell'Andalusia e in quasi tutta l'Ispanoamerica diventa una /s/ simile alla consonante iniziale dell'italiano senza; il fenomeno che descrive questa seconda variante di pronuncia si chiama "seseo". A margine, si aggiunge che il raddoppio "cc" in -cce- e -cci- si pronuncia /kθ/ o /ks/ a causa della variante locale, per esempio in reacción o inaccesible. <cc> seguite da vocali diverse da e o i è un fenomeno raro e si trova in prestiti. |
| ch                      | /t͡ʃ/~/ʃ/                   | È una "ci" di ciao, consonante affricata postalveolare sorda. - - - ocho (otto), noche (notte), leche (latte), cucaracha (scarafaggio), macho (maschio), muchacho (ragazzo), chico (ragazzo), mucho, tache (croce, e.g. per crocettare risposte errate), tachar (crocettare), gaucho (cowboy), luchar (lottare), chaqueta (giacca), chaleco (gilet; cappotto senza maniche), chanclas (flip flop/pantofole a infradito), hongo/champiñón (fungo; la seconda parola è un francesismo), cheque (assegno), chapa (serratura), Chile, chileno, Chiapas (uno stato in Messico), chihuahua, conductor/chofer (autista/conducente; la seconda parola è un francesismo), chuleta (costata), chulo (pimp/pappone/protettore), machete, ducha (doccia), China, chino (cinese), chocolate (si pronuncia così come si scrive), Quechua, chiringuito (chiosco, tipicamente col tetto di paglia o foglie secche di palma), chupar (succhiare/ciucciare), rancho (ranch), poncho (una specie di mantellino che si mette sulle spalle, copre la schiena e le braccia), marchar (marciare), derecho (diritto), cuchillo (coltello), revanchismo, ultraderechismo, machismo, fetichismo, dieciocho (diciotto/18), ochenta (ottanta/80), ochocientos (ottocento/800), ocho mil (ottomila/8000), churrasco (grigliata mista argentina e brasiliana), Cochabamba (comune in Bolivia), Apache (si legge così come si scrive), Cheyenne (si legge all'inglese), escuchar (ascoltare). |
| d-; -d-                 | /d/-; -/ð/-                | A inizio parola è una "d" di dado, consonante sonora. Se intervocalica, si lenisce siccome il suono diventa sonoro interdentale. Si può immaginare come la controparte sonora di /θ/. Sia /θ/ che /ð/ sono due suoni presenti in inglese: si pensi a "think" e "that". |
| f                       | /f/                        | È una "f" di farfalla, consonante sorda. |
| ga, go, gu, ge, gi; -g- | /g/-; -/x/-                | A inizio parola, è una "g" di gallo, consonante sonora; se intervocalica, è lo stesso suono ma reso sordo/desonorizzato e senza contatto tra organi. In questo caso, non si palatalizza mai a priori. La pronuncia /x/ lo rende identico alla pronuncia di "je, ji" (vedi avanti), ma il suono/lettera "j" può comparire anche davanti alle altre vocali. |
| h                       | (muta)                     | È muta, come in italiano e francese. Solo pochissimi prestiti hanno un'aspirazione pronunciata come /x/, cioè una "c" di cane sorda e senza contatto tra organi: degli esempi sono "hámster, hobby, hawaiano, harakiri, Yokohama". - - - haber ("avere" come verbo ausiliare), hola (ciao), hoy (oggi), hay (c'è/ci sono), hasta (fino a...), hasta mañana (a domani), hongo (fungo), humo (fumo), humar (fumare), hijo (figlio), hotel, hermano (fratello), hermosa (bella/formosa), hechar (fare), hacer (fare), hilo (filo), hielo (ghiaccio), huevo (uovo), humilde (umile), hablar (parlare; in portoghese si dice invece "falar"), ahora (ora/adesso), hada (fata), halcón (falco), hallar (trovare), hambre (fame), hamaca (amaca), harina (farina), hato (mandria), hebilla (cinghia della cintura), hebreo, hedor (fetore), hedonismo, hegemonía, helicóptero, helado (gelato), hemorragia, hemorroides, hepatitis, heterogeneous, heterosexual, heurístico, hibiscus, hibrido, hydration, hidalgo (gentleman), hierro (ferro), hierba (erba), higiene, himno (inno), hipócrita, hipopótamo, historia, hito (pietra miliare), hocico (grugno), hogar (casa propria), hoja (foglia; foglio), hombro (spalla), hombre (uomo), honestamente, Honduras, horario, hora, horno (forno), hospital, hoz (ascia), hoguera (piccolo falò), heroico, héroe, heroína (eroina; droga), huir (fuggire), hervir (bollire), hache (accetta), huracán, huérfano, habitar, habitantes, horóscopo, hamburguesa, chihuahua, exhibición, exhausto, exhaustivo, inhalar, cacahuate/maní (nocciolina), zanahoria (carota), almohada (cuscino), hache (è il nome della lettera H)                                                                             |
| j                       | /x/                        | È una "c" di cane ma senza contatto tra organi (come in "ge, gi"). Questa consonante sorda anticamente era pronunciata */ʒ/, cioè una "gi" di gioco ma senza contatto tra organi. In portoghese, questa lettera ritiene questo suono. |
| k                       | /k/                        | È una "k" di koala, reperibile in qualche prestito. |
| l                       | /l/                        | È una "l" di leva. |
| ll                      | /ʎ/; /ʝ/~/ʒ/               | È una "gli" di aglio, mentre nella zona di Rio de la Plata (tipicamente in Argentina e/o in altre zone dell'America Latina in base al parlante) si sente come una "gi" di gioco ma senza contatto tra organi, consonante sonora. Anche in Uruguay si può sentire /ʒ/. Una terza pronuncia simile è /ʝ/, cioè una "ghi" di ghirlanda sonora ma senza contatto tra organi. Può trovarsi a inizio parola, solitamente in corrispondenza di antichi cluster a inizio parola, che in delle varianti (e.g. colombiano) sono ritenuti. Il fenomeno che descrive queste due macro-varietà di pronuncia si chiama "yeismo". - - - pollo, gallina, calle, valle, villa (città), villano (villano/infame) ella, bella, mascarilla, llave/clave, llamar/clamar (chiamare), llvia/pluvia, llevar (portare), llegar (raggiungere), llorar (piovere), llover/plover (piovere), lluvoso/pluvoso (piovoso), toalla (tovaglia), amarillo (giallo), cuchillo (coltello), tortilla (è un tipo di piadina messicano), brillo (brillante), cedilla (diacritico sotto la ç, ancora usata in francese), Sevilla (Siviglia), allí/allá (lì). |
| m                       | /m/                        | È una "m" di mano, consonante sonora. Non avvengono nasalizzazioni, come in francese e portoghese. |
| n                       | /n/; /ŋ/-; /ɱ/-            | È una "n" di nove, consonante sonora. Non avvengono nasalizzazioni, come in francese e portoghese. Esattamente come in italiano e altre lingue, avvengono dei fenomeni di assimilazione consonantica in base alla consonante che la segue: se è velare (/k/ e /g/) la "n" si pronuncia come nell'inglese "king" e nell'italiano "panca" e "fango". Se seguita da una consonante labiodentale (/f/ e /v/) invece diventa anch'essa labiodentale, cioè una sorta di "m" di mano pronunciata con gli incisivi dell'arcata dentaria superiore a contatto con il labbro inferiore, come in "tramviere" e "anfora". Infine, il cluster "nv" si pronuncia /mb/ (e.g. invierno), come in samba. |
| ñ                       | /ɲ/                        | È una "gni" di bagni, consonante sonora. Storicamente, deriva da un'antica /n/ geminata/raddoppiata/tensificata, come in "tonno". Il tildo deriva infatti da una piccola "n" stilizzata e si usa ampiamente in portoghese per segnalare alcune nasalizzazioni. - - - año (anno), niño (bambino), viña, toño (tono), tiña, raña (rana), piña (ananas; da qui deriva “piña colada”), maño (mano), daño (danno), araña (ragno), guiño (occhiolino), mañana (domani), montaña (montagna), caña (bottiglia di vetro e sottile, per esempio di birra, e.g. caña de cerveza; canna da pesca in “caña de pescar” e da zucchero in “caña de azucar”), sueño (sogno), señal, puñal, bañar, ordeñar, tacaño, puñado (un pugno di...), España, español, enseñar, pequeño, engañar, engaño, campaña (campagna), champaña/champán (champagne), compañero (compagno/collega), jalapeño (un tipo di peperoncino), estaño (stagno, come elemento chimico), ñoqui (gnocchi), Doña (Donna, come titolo onorifico, simile a señora), otoño (autunno), cañón (cannone). |
| gn                      | /gn/                       | In spagnolo è una "g" di gallo seguita da una "n" di nave ed è un cluster a 2 membri sonoro distinto dalla consonante unica "ñ". - - - Signar, signo, ignoto, maligno, magneto (magnete), dignidad, magnitud, magnolia, ignorar, ignorante, ignorancia, significar, significato, signatura, asignar, reasignar, prognosis, resignarse, magnético, magnífico, indignado, indignación, incognita, impugnar, impregnar, magnetismo, designar, designación, diagnóstico, electromagnético, electromagnetismo. Eccezione: cognac. |
| p                       | /p/                        | È una "p" di palla, consonante sorda. |
| cua, cuo, cue, cui      | /kw/-                      | È una "qua" di quaglia e "quo" di quorum. Esempi: cue: cuestión, ácueo, acueducto cua: cuatro, pascua cuo: somnílocuo, secuoya, cuota cui: cuidar, vacuidad |
| que, qui                | /k/-                       | È una "che" di chela e "chi" di chilo: salta via la semivocale chiusa arrotondata (e dunque non si forma il dittongo). - - - que, aquel (quello), ¿por qué?, porque, cheque (assegno), quemar (bruciare), querer, pequeño, Velázquez, cacique (cacicco, il capo di una tribù indigena in Sudamerica); Guayaquil, quiz, aquí (qui/qua), quince, quinto, quinta (casa), equipo (equipaggiamento), equipar, equino, equinoccio, réquiem, quien (chi), quienes (chi, al plurale), líquido, inquieto, conquistar, conquista, Conquistadores, Pakistán/ Paquistán, masoquismo, sadomasoquismo, maquiavélico, franquismo, franquista, equívoco, tranquilo, tranquilizar, anarquia, anarquico, autarquía, equivalencia, equivalente, equivalencia, izquierda, inquisición, alquimia, monarquía, monarquico, liquidación, arquitecto, equilibrio, equidistante, tequila. |
| qüe, qüi                | /kw/-                      | È una "que" di questione e "qui" di aquila: l'umlaut sopra la "u" disambigua che si ritiene la semivocale /w/ e dunque si sente il dittongo. Non esistono parole diffuse con "qüi", mentre con "qüe" esistono "freqüente, freqüentemente" (Forme moderne: "frecuente, frecuentemente"). Non è utilizzato nella lingua moderna (sono utilizzati "cue" e "cui"). |
| gua, guo                | /gw/-; -/ɣw/-              | È una "gua" di guardare e "guo" di languorino. |
| gue, gui                | /g/-; -/ɣ/-                | È una "ghe" di maghe e "ghi" di laghi: anche qui cade la semivocale, tale per cui non si forma il dittongo. - - - hoguera (focolare, falò), Miguel, guerra, guerrero, posguerra (il Dopoguerra), dengue (nome di una malattia febbrile), Cheguevara; chiringuito, guiño (occhiolino), guitarra, águila, seguir, Guinea-Bisseau, Papúa Nueva Guinea, Golfo de Guinea, Guinea Ecuatorial, guineano, anguila (anguilla), alguien (qualcuno, nessuno), lánguido, narguile (narghilè: è una sorta di bong alto e stretto usato dagli arabi per fumare tabacco o essenze profumate), inguinal, aguileña (acquilegna/il fiore di colombina), extinguir, siguiente, guitarrero (fabbricante di chitarre), guitarrista, guillotina, conseguir, sanguinario, perseguir (perseguitare), distinguir. |
| güe, güi                | /gw/-; -/ɣw/-              | È una "gue" di guerra e "gui" di guidare: l'umlaut sopra la "u" disambigua che si ritiene la semivocale /w/ e dunque si sente il dittongo. - - - güey (idiota), güero/a (persona pallida e bionda ma non statunitense, con cui si usa “gringo”), güelfo, Igüeña (un comune in Spagna, a Castiglia e León), pingüe, cigüeña, desagües (fogne), Camagüey (grande città e capoluogo dell’omonima provincia a Cuba), bilingüe, trilingüe, ungüento, Mayagüez (città di Puerto Rico, affacciata alla costa occidentale), zarigüeya (opossum), antigüedad, ambigüedad, Hortigüela (comune spagnolo a Castiglia e León), monolingüe, multilingüe, plurilingüe, nicaragüeño/nicaragüense, vergüenza (vergogna), güiro (guiro, il nome di uno strumento zigrinato a percussione), argüir, güisqui/whisk(e)y (whiskey, con la “e” se statunitense), pingüino, exigüidad, lingüista, piragüismo (canottaggio; da “canoa/piroga”), piragüista (canoista/”piroghista”), bilingüismo, trilingüismo, multilingüismo, plurilingüismo, lingüística, sociolingüística, sociolingüista. |
| r; -r-                  | /r/-; -/ɾ/-                | A inizio parola, è una "r" sonora polivibrante, mentre se intervocalica si riduce in una "r" sonora monovibrante. Il comportamento è identico all'italiano, e.g. "ruota" e "arare". |
| -rr-                    | -/r/-                      | È una "rr" di carro, sonora polivibrante come in italiano. Compare sempre in posizione intervocalica. |
| -r                      | /r/; muta                  | A fine parola (e.g. negli infiniti dei verbi) può essere ritenuta o, in base al parlante e al registro usato (e.g. colloquiale VS parlata curata) può cadere. |
| s; -s                   | /s/ e /z/; ~muta           | È una "s" di senza; si sonorizza (come "z" di zebra sonora ma senza contatto tra organi) prima di una consonante sonora. Le combinazioni sono "sn, sm, sb, sv, sd, sg, sl, sr". Nel cluster/gruppetto consonantico "sl", in base al parlante o zona geografica (e.g. Ecuador), si sente /xl/ invece di /zl/ per un fenomeno vagamente simile a una depalatalizzazione. Sempre in base al registro e al parlante o zona geografica (e.g. Isole Canarie), la -s a fine parola può cadere. |
| t                       | /t/                        | È una "t" di tavolo, consonante sorda. |
| v                       | /b/-; -/β/-                | Corrisponde alla "b" in spagnolo, spiegata in precedenza. Anticamente, i due suoni erano distinti. |
| w                       | /v/; /w/-                  | È una "v" di vela o semivocale "u" di questo, in base al prestito (siccome si reperisce in prestiti). |
| x; x- (tl)              | /ks/; /s/- (/tl/ < */ t͡ɬ/) | È una "cs" di clacson e, in dei nomi propri di luogo/toponimi sporadici (e.g. México, Oaxaca, Xalapa, Xaltocan, Tlaxcala de Xicohténcatl, Texas; include il nome proprio Jerjes/Xerxes e il nome di una varietà di uva bianca in Spagna, "pedro ximénez"), una "c" di cane senza contatto tra organi (/x/) siccome ritengono l'ortografia arcaica. La pronuncia antica era una "sci" di scienza, */ʃ/, a stento riconoscibile proprio nei toponimi. Infine, la terza pronuncia è la riduzione in "s" di senza se a inizio parola. Alcune parole di quest'ultimo tipo, comprendente anch'esso un numero contenuto di vocaboli, è "xerox, xenón, Ximena (nome proprio femminile), xilema (tessuto vegetale che trasporta la linfa grezza dalle radici alle foglie), Xiamen (厦门, città cinese anticamente detta Amoy, in cui si parla un dialetto hokkien conservativo), Shanghai/Xanghai (上海), Xiongnu (匈奴, nome in cinese di un'antica popolazione barbarica, forse gli Unni), Xinjiang (新疆, una provincia cinese) xilófono, xenófobo, xenofobia, xerografía, xilografía, xerografiar". A margine, si aggiunge che il suono "tl" deriva dall'azteco e oggi si pronuncia /tl/, così come è scritto, ma originariamente era una consonante laterale (come la L in italiano e spagnolo e altre lingue ancora) sorda che si pronunciava come una "ci" di ciao ma non con la punta della lingua contro il palato, ma con un lato della lingua contro i denti in fondo all'arcata superiore. Si trova anche nel nome nativo della lingua azteca, "Nahuatl", e in nomi di divinità azteche, e.g. Quetzalcoatl (il Serpente Piumato), Huitzilopochtli (il Dio Sole). Oggi il Nahuatl è ancora parlato ma nella variante moderna e non classica. |
| y                       | /j/-; /ʒ/-; /ʝ/-           | È una "i" semivocalica come in iena e si usa per formare dittonghi. In base al parlante e/o zona geografica (e.g. Ecuador), si può sentire come una "gi" di giocare sonora e senza contatto tra organi (e.g. "ayudar", aiutare). Come terza alternativa, è una "ghi" di ghirlanda sonora ma senza contatto tra organi. I suoni che danno origine allo yeismo non si applicano solo al digrafo "ll", ma pure alla "y". Si possono formare dittonghi con tutte e cinque le vocali, sia in parole spagnole che in prestiti. Cinque esempi sono: Guayaquil (città in Ecuador, capoluogo di Guayas), inyectar, Yihad (Jihad), apoyo, ayudar. |
| z                       | /s/; /θ/                   | Corrisponde a "ce, ci", seseo incluso. |

A margine, si aggiunge come oggi non esista il suono /t͡s/, che invece esisteva in passato in corrispondenza delle palatalizzazioni di "c" ma anche come lettera a sé, cioè la "c" con la cedilla, la lettera ç. Oggi è caduta in disuso ma ancora in uso in portoghese e reperibile in francese (ma oggi si pronuncia /s/ in entrambe le lingue). Infine, come curiosità, la parola "cedilla" significa "piccola zeta" dal vecchio nome di Z, zeta < ceta (> cedilla).

### Vocali
Nella sua evoluzione dal latino volgare alla lingua attuale, lo spagnolo ha sviluppato un sistema a cinque vocali (a, e, i, o, u), simile quindi a quello della lingua siciliana, ma diverso - per esempio - dal sistema vocalico dell'italiano (sette vocali, a, ɛ, e, i, ɔ, o, u), del catalano (otto vocali, a, ɛ, e, i, ɔ, o, u, ə) o del francese (dodici vocali, a, ɑ, ɛ, e, i, y, u, o, ɔ, œ, ø, ə, senza considerare le nasali).

### Consonanti
|           | Labiale | Labiale | Dentale | Dentale | Alveolare | Palatale | Palatale | Velare | Velare |
| --------- | ------- | ------- | ------- | ------- | --------- | -------- | -------- | ------ | ------ |
| Nasale    | m       | m       |         |         | n         | ɲ        | ɲ        |        |        |
| Occlusiva | p       | b       | t       | d       |           | tʃ       | ʝ        | k      | ɡ      |
| Fricativa | f       | b       | (θ)     | d       | s         |          | ʝ        | x      | ɡ      |
| Vibrante  |         |         |         |         | r         |          |          |        |        |
| Battuta   |         |         |         |         | ɾ         |          |          |        |        |
| Laterale  |         |         |         |         | l         | (ʎ)      | (ʎ)      |        |        |

Le consonanti tra parentesi sono i fonemi dello spagnolo standard in Spagna, ma assenti in molti dialetti, specialmente quelli dell'America Latina.

## Grammatica spagnola e esempi di lingua

### Parole e frasi di uso comune
- Sí = “sì”
- No = “no”
- ¡Hola! = “ciao!” (solo quando ci si incontra, non quando ci si congeda)
- ¡Buenos días! = “Buon giorno!” (Letteralmente: “buoni giorni”)
- ¡Buenas tardes! = “Buon pomeriggio!” (Letteralmente: “buoni pomeriggi”)
- ¡Buenas noches! = “Buona sera!”/ “Buona notte!” (Letteralmente: “buone notti”)
- ¡Adiós! =“Arrivederci!”
- ¡Hasta luego!/¡Chau! = “A dopo!”
- ¡Buena/mucha suerte! = “Buona fortuna!”
- ¡Felicidades! = “Auguri!”
- Por favor = “Per favore”
- (Muchas) gracias = “Grazie (mille)”
- De nada = “Di niente”, “Prego”
- ¿Qué tal? = “Come va?”
- ¿Cómo está (usted)/estás? = “Come sta/stai?”
- Muy bien = “Molto bene”
- Discúlpame = "Scusami"
- Lo siento (mucho) = "Mi dispiace (molto)"
- ¿Hablas/Habla (usted) español/italiano/inglés/francés/alemán? = “Parli/Parla spagnolo/italiano/inglese/francese/tedesco?”
- ¿Cómo se llama (usted)/te llamas? = “Come si chiama/ti chiami?”
- No entiendo/comprendo = “Non capisco”
- No sé = “Non so”
- ¿Qué hora es? = “Che ore sono?”
- ¿Dónde estás/está? = “Dove sei/Dov'è?”
- ¿A dónde va (usted)/vas? = “Dove va/Dove vai?”
- ¡Suerte! = “Buona fortuna!”
- ¡Broma! = “Scherzo!”

### Falsi amici con l'italiano
In generale, molte parole dello spagnolo sono abbastanza comprensibili al parlante di lingua italiana (tra le due lingue c'è, in alcuni casi, una mutua intelligibilità). Ve ne sono, però, molte che assomigliano a parole italiane, ma che hanno tutt'altro significato (alcune hanno un doppio significato) o comunque sfumature diverse. Si tratta dei cosiddetti "falsi amici", di cui diamo alcuni esempi:
- aceite = “olio” (da tavola) (“aceto” si dice vinagre)
- afamado/a = "famoso/a" ("affamato/a" si dice hambriento/a)
- amo = “signore”, “padrone” (“amo” - sostantivo - si dice anzuelo)
- arroz = “riso” (“arrosto” si dice asado)
- barato = “a buon mercato” (“baratto” si dice trueque)
- bigote = “baffi” (“bigotto” si dice santurrón, mojigato, chupacirios)
- bodega = “cantina” (anche nel senso enologico), o “deposito” (“bottega” si dice tienda)
- bollo = “brioche” (“bollo” si dice timbro, sello)
- bronca = “rabbia" (“bronco” si dice bronquio)
- bruja = “strega”, “maga”/brujo = “stregone” (“bruco” si dice gusano, larva)
- buche = “gozzo”, “sorsata”, “gargarismo” (“buccia” si dice cáscara, vaina)
- buque = “nave” (“buco” si dice agujero, hueco)
- burro = “asino” (“burro” si dice manteca o mantequilla)
- buscar = “cercare” (“buscare” si dice alcanzar, coger)
- caldo = “brodo” (“caldo” si dice caliente o cálido [agg.] e calor [sost.])
- cama = “letto” (“camera” si dice habitación, cuarto)
- cana = “capello/pelo bianco” (cfr. it. “canuto”) (“canna” si dice caña, bastón)
- cara = “faccia” (significa “cara” nel senso di prezzo, altrimenti si dice querida)
- carta = “lettera” [posta] (“carta” si dice papel)
- cartera = “portafoglio”, “cartella” (“cartiera” si dice papelera)
- cazo = “mestolo” (“cazzo” si dice polla)
- cero = “zero” (“cero” si dice vela o cirio)
- clavo = “chiodo” (“clava” si dice clava, chachiporra)
- cola = oltre a “colla” significa anche “coda" o familiarmente “sedere”
- codo = “gomito” (“coda” si dice rabo, cola)
- cortar = “tagliare”; “interrompere” (“accorciare” si dice acortar, abreviar)
- cuarto = oltre a “quarto” significa anche “camera”, “stanza”
- chica = “ragazza” (“cicca” si dice colilla nel senso di “mozzicone di sigaretta” e chicle nel senso di “gomma americana”)
- chiste = “barzelletta”, “scherzo” (“ciste” si dice quiste)
- chichón = “bernoccolo”, “ematoma” (“ciccione” si dice gordinflón)
- cura = oltre che “cura” (in medicina) significa anche “prete” (cfr. italiano curato; “cura” nel senso di “attenzione” si dice invece cuidado)
- demandar = “denunciare” (“domandare” si dice preguntar o pedir a seconda della situazione)
- demora = “ritardo”, “dilazione”, “esitazione” (“dimora” si dice casa, vivienda, domicilio)
- demorar = "ritardare", "esitare" ("dimorare" si dice habitar, residir, domiciliarse)
- embarazada = “incinta” ("imbarazzata" si dice avergonzada)
- equipaje = “bagaglio” (“equipaggio” si dice tripulación)
- esposar = “ammanettare” (“sposare” si dice casar)
- estafa = “truffa” (“staffa” si dice estribo, abrazadera)
- estanco = “tabaccheria” (“stanco” si dice cansado)
- estela = “scia”/“stele” (“stella” si dice estrella)
- estival = “estivo” (“stivale” si dice bota)
- éxito = “successo” (“esito” si dice resultado)
- fecha = “data”, “ora” (“feccia” si dice escoria, morralla; “feci” si dice heces; “faccia” si dice cara)
- figón = “osteria”, “bettola” (“figo”, variante di “fico” nel senso di “bello”, “carino” si dice guapo)
- gordo = “grasso” (“ingordo” si dice glotón, voraz)
- grifo = oltre a "grifone", significa anche "rubinetto"
- guadaña = “falce” (“guadagno” si dice ganancia, provecho, lucro)
- guadañar = “falciare” (“guadagnare” si dice ganar(se), granjear(se))
- habitación = “camera”, “stanza” (“abitazione” si dice casa, vivienda, domicilio)
- jornal = “salario” (“giornale” si dice periódico, diario)
- jornalero = “lavoratore”, “bracciante” (“giornaliero” si dice cotidiano, diario; "giornalaio" si dice gacetero o vendedor de periódicos)
- judía = oltre a “giudea” (masc.: judío), significa “fagiolo”
- largo = “lungo” (“largo” si dice ancho, amplio)
- lobo = “lupo” (“lobo” si dice lóbulo)
- luego = “dopo”/"dunque" (“luogo” si dice lugar)
- mantel = “tovaglia” (cfr. napoletano mappa; “mantello” si dice capa)
- mesa = “tavolo” (“messa” si dice misa)
- naturaleza = “natura” (“naturalezza” si dice naturalidad o espontaneidad)
- nariz = può significare anche “narice” (specie al plurale), ma significa soprattutto “naso”
- oso = “orso” (“osso” si dice hueso)
- padres = “genitori” (dal latino pater, patris)
- paperas = “orecchioni” (“papere” si dice gansos e, nel senso di "gaffes", gallos)
- pavo = “tacchino” (“pavone” si dice pavón, pavo real)
- peca = “lentiggine”, “neo” (“pecca” si dice falta, defecto, imperfección)
- plátano = oltre a “platano”, significa anche “banana” (ma in Sudamerica: banana)
- presa = “diga”, “artiglio” (“pressa” si dice prensa)
- prima = premio (“prima” [avv.] si dice antes de)
- primo/a = “cugino/a” (“primo/a” si dice primero/a)
- prisa = “fretta” (“pressa” si dice prensa)
- pronto = “presto” (“pronto” si dice listo)
- rapaz = oltre a “rapace”, significa anche “ragazzino”
- rata = è il “ratto” (“rata” si dice “cuota” o “plazo”)
- rato = “momento”, “periodo” (“ratto” si dice rata)
- ratón = è il “topo” e informalmente il “mouse” (“ratto” si dice invece rata)
- sábana = “lenzuolo” (“savana” si dice sabana)
- salir = “uscire” (“salire” si dice subir)
- sellar = “affrancare”, “sigillare” ("sellare" si dice ensillar)
- sembrar = “seminare” (“sembrare” si dice parecer)
- serrar = “segare” (“serrare” si dice cerrar, atrancar, estrechar)
- seso = “cervello” nel senso di “giudizio” (“sesso” si dice sexo)
- seta = “fungo” (“seta” si dice seda)
- siega = "mietitura" ("sega" si dice sierra)
- sierra = 1)"sega"; 2)"montagna"/"catena montuosa" ("serra" si dice invernadero)
- subir = “salire” (“subire” si dice sufrir, soportar)
- suceso = “fatto”, “avvenimento” (cfr. italiano succedere e il suo participio passato successo; “successo” (sost.) si dice normalmente éxito)
- sueldo = “stipendio” (“soldo/i” si dice dinero)
- tachar = "cancellare" ("tacere" si dice callarse)
- tienda = oltre a “tenda (da campeggio)”, significa anche “negozio” (“tenda” per finestre si dice cortina)
- toalla = “asciugamano” o “salvietta” (“tovaglia” si dice mantel)
- tocar = oltre a “toccare” (anche in senso figurato), significa “suonare”
- todavía = "(non) ancora" ("tuttavia" si dice sin embargo)
- topo = “talpa” (“topo” si dice ratón)
- trabajo = “lavoro” (“travaglio” si dice tribulación o dolores in senso medico)
- traición = "tradimento" ("tradizione si dice tradicion)
- trufa = “tartufo” (“truffa” si dice estafa, fraude)
- tufo = “puzza”/"ricciolo" (“tuffo” si dice zambullida)
- vaso = “bicchiere” (significa “vaso” solo nel senso di “vaso sanguigno”; negli altri significati, “vaso” si dice: florero, jarrón, tiesto, tarro, ecc.)
- vela = oltre a “vela”, significa anche “candela”, “cero”
- viso = “sottoveste” (“viso” si dice cara, rostro)

### Parole di origine araba
La lunga dominazione araba in Spagna ha avuto i suoi effetti anche sul lessico. Le parole di origine araba possono contraddistinguersi per la presenza dell'articolo determinativo arabo al- (non sempre conservato in italiano e francese). Ci sono anche parecchie parole di origine araba che non presentano tale prefisso. Ecco alcuni esempi:
- ajedrez = "gioco degli scacchi"
- alambique = "alambicco"
- alcachofa = "carciofo"
- alcalde = "sindaco"
- alcanfor = canfora
- alcázar = "fortezza"[10]
- albahaca = "basilico"
- alcoba = "alcova"
- alcohol = "alcool"
- alférez = "alfiere"
- alfombra = "tappeto"
- algodón = "cotone"
- almohada = "cuscino"
- almacén = "magazzino"
- almanaque = "almanacco"
- almuerzo = "pranzo"
- azafrán = "zafferano"
- azúcar = "zucchero"
- jarabe = "sciroppo"
- ojalá = "magari"
- zanahoria = "carota"

## Premi Nobel per la letteratura di lingua spagnola
- José Echegaray y Eizaguirre (1904,  Spagna) (con Frédéric Mistral,  Francia)
- Jacinto Benavente (1922,  Spagna)
- Gabriela Mistral (1945,  Cile)
- Juan Ramón Jiménez (1956,  Spagna)
- Miguel Ángel Asturias (1967,  Guatemala)
- Pablo Neruda (1971,  Cile)
- Vicente Aleixandre (1977,  Spagna)
- Gabriel García Márquez (1982,  Colombia)
- Camilo José Cela (1989,  Spagna)
- Octavio Paz (1990,  Messico)
- Mario Vargas Llosa (2010,  Perù /  Spagna)